# Saint-Gérand-le-Puy
Saint-Gérand-le-Puy é uma comuna francesa na região administrativa de Auvérnia-Ródano-Alpes, no departamento Allier. Estende-se por uma área de 19,7 km². Em 2010 a comuna tinha 986 habitantes (densidade: 50,1 hab./km²).